# Biblioteca Popular Pere Gual i Pujadas
La Biblioteca Popular Pere Gual i Pujadas és una obra noucentista de Canet de Mar (Maresme), obra de l'arquitecte Lluís Planas i Calvet i protegida com a Bé Cultural d'Interès Local.

## Descripció
Edifici neoclàssic de planta baixa. A la façana, la porta d'accés està precedida per columnes jòniques, cosa que li dona un aire clàssic. L'any 1970 s'hi afegí el primer pis per a disposar de més espai per a les activitats culturals.

## Història
Va ser la primera seu de la Biblioteca Popular Pere Gual i Pujades des de la seva creació fins al 1999. Aquesta fou la segona biblioteca que va crear la Mancomunitat l'any 1919.